# Hohen Schwarfs
Hohen Schwarfs ist ein Ortsteil der Gemeinde Dummerstorf im Landkreis Rostock in Mecklenburg-Vorpommern. Der Ort war bis zum 1. April 1959 eine eigenständige Gemeinde und gehörte danach bis zum 7. Juni 2009 zur Gemeinde Kessin. Seit 1950 gehörte der Ort Beselin zur damaligen Gemeinde Hohen Schwarfs.

## Lage
Hohen Schwarfs liegt in der Nähe der unteren Warnow, rund sieben Kilometer südsüdwestlich von Rostock. Umliegende Ortschaften sind Beselin im Nordosten, Waldeck im Südosten, Kavelstorf im Süden, Niex im Südwesten, Papendorf und Sildemow im Westen und Kessin im Nordwesten. Westlich von Hohen Schwarfs liegt das Naturschutzgebiet Unteres Warnowland.
Die Ortslage liegt unmittelbar an der Bundesautobahn 19, deren Anschlussstelle Kessin liegt rund einen Kilometer entfernt. Südlich liegen die Bundesautobahn 20 und das Autobahnkreuz Rostock. Nördlich von Hohen Schwarfs liegt die Landesstraße 39. Unmittelbar westlich des Dorfes liegt die Bahnstrecke Kavelstorf–Rostock Seehafen.

## Geschichte
Historisch gehörte Hohen Schwarfs zum Herzogtum Mecklenburg-Schwerin und dort zum Amt Rostock. Bis ins 19. Jahrhundert war der Ort im Besitz der Familie von Preen. Am 1. Dezember 1910 lebten in der Gemeinde 103 Einwohner. Im Jahr 1933 entstand aus dem Amt Rostock der Kreis Rostock. Ab dem folgenden Jahr gehörte Hohen Schwarfs zum Land Mecklenburg und nach dem Zweiten Weltkrieg zu Mecklenburg-Vorpommern in der Sowjetischen Besatzungszone, aus der im Oktober 1949 die DDR gebildet wurde.
Nach Kriegsende konnte Hohen Schwarfs durch Flüchtlinge aus den ehemals deutschen Ostgebieten ein starkes Bevölkerungswachstum verzeichnen. Vor Kriegsbeginn hatte der Ort 102 Einwohner, 1946 waren 488 Einwohner verzeichnet und damit mehr als viereinhalbmal so viele wie 1939. Am 1. Juli 1950 wurde die bis dahin eigenständige Gemeinde Beselin nach Hohen Schwarfs eingemeindet. Bei der DDR-Kreisreform am 25. Juli 1952 wurde die Gemeinde dem Kreis Rostock-Land im Bezirk Rostock zugeschlagen. Die Gemeinde Hohen Schwarfs wurde am 1. April 1959 schließlich aufgelöst und in die Nachbargemeinde Kessin eingegliedert.
Nach der Wiedervereinigung gehörte diese Gemeinde zum Landkreis Rostock im Bundesland Mecklenburg-Vorpommern, dieser ging 1994 im Landkreis Bad Doberan auf. Am 7. Juni 2009 wurde Kessin nach Dummerstorf eingemeindet, Hohen Schwarfs ist seitdem ein eigenständiger Ortsteil von Dummerstorf. Im September 2011 fusionierten die Landkreise Bad Doberan und Güstrow zu dem neuen Landkreis Rostock.

## Persönlichkeiten
- Wilhelm Krüger (1775–1850), Historienmaler